# Сент-Адриен (Франция)
Сент-Адрие́н (фр. Saint-Adrien, брет. Sant-Rien) — коммуна во Франции, находится в регионе Бретань. Департамент — Кот-д’Армор. Входит в состав кантона Каллак. Округ коммуны — Генган.
Код INSEE коммуны — 22271.

## География
Коммуна расположена приблизительно в 410 км к западу от Парижа, в 115 км западнее Ренна, в 27 км к западу от Сен-Бриё.
Вдоль восточной границы коммуны протекает река Триё (фр. Trieux).

## Население
Население коммуны на 2016 год составляло 356 человек.
| 1962 | 1968 | 1975 | 1982 | 1990 | 1999 | 2008 |
| ---- | ---- | ---- | ---- | ---- | ---- | ---- |
| 371  | 310  | 293  | 307  | 306  | 301  | 324  |

## Экономика
В 2007 году среди 206 человек в трудоспособном возрасте (15—64 лет) 159 были экономически активными, 47 — неактивными (показатель активности — 77,2 %, в 1999 году было 77,6 %). Из 159 активных работали 143 человека (74 мужчины и 69 женщин), безработных было 16 (8 мужчин и 8 женщин). Среди 47 неактивных 14 человек были учениками или студентами, 22 — пенсионерами, 11 были неактивными по другим причинам.

## Достопримечательности
- Крест на кладбище (XVII век). Исторический памятник с 1927 года[3]
- Церковь Сен-Рьон
- Частная часовня в деревне Лезар
- Усадьба Керофрет

## Фотогалерея

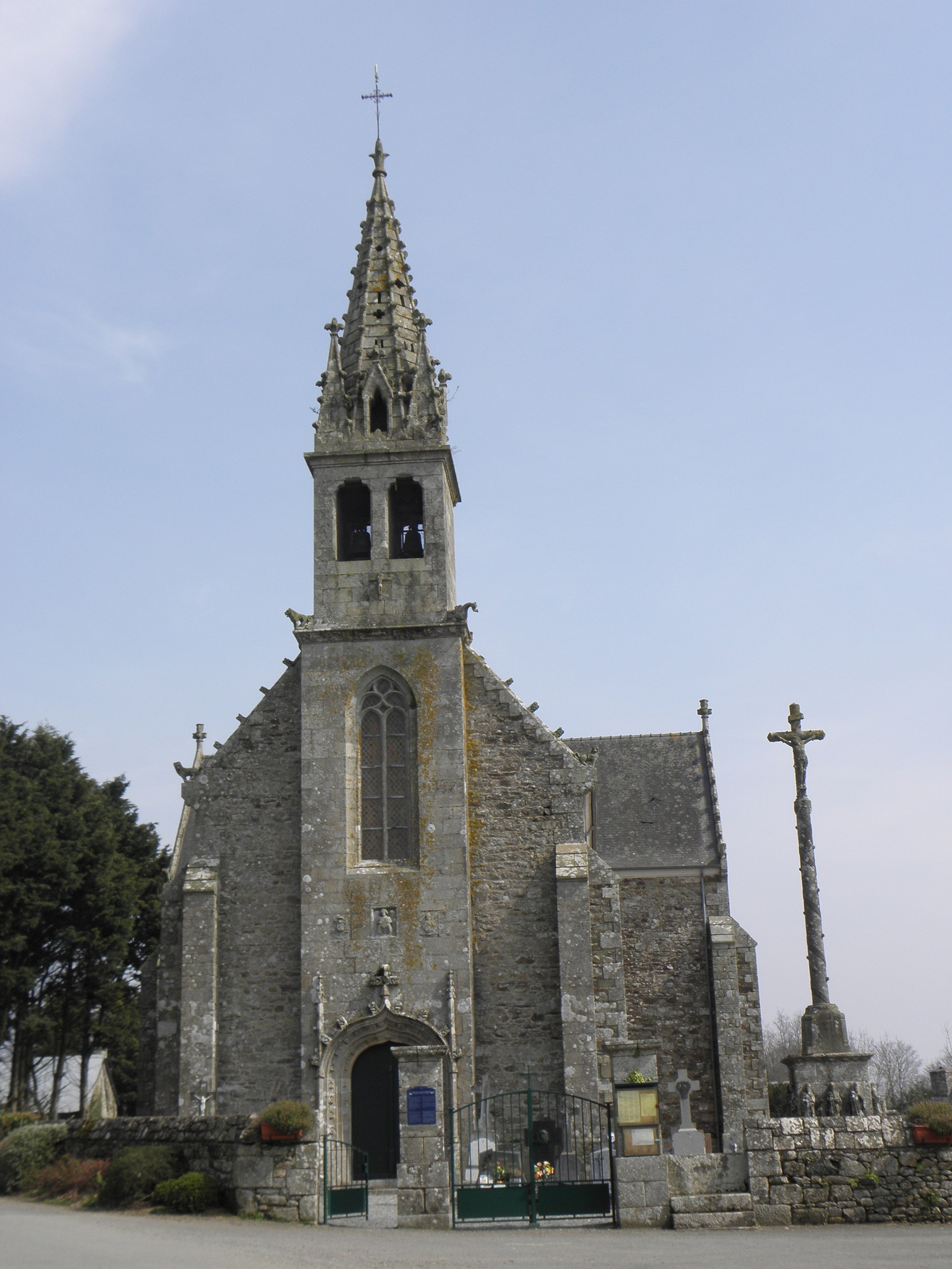
Церковь Сен-Рьон
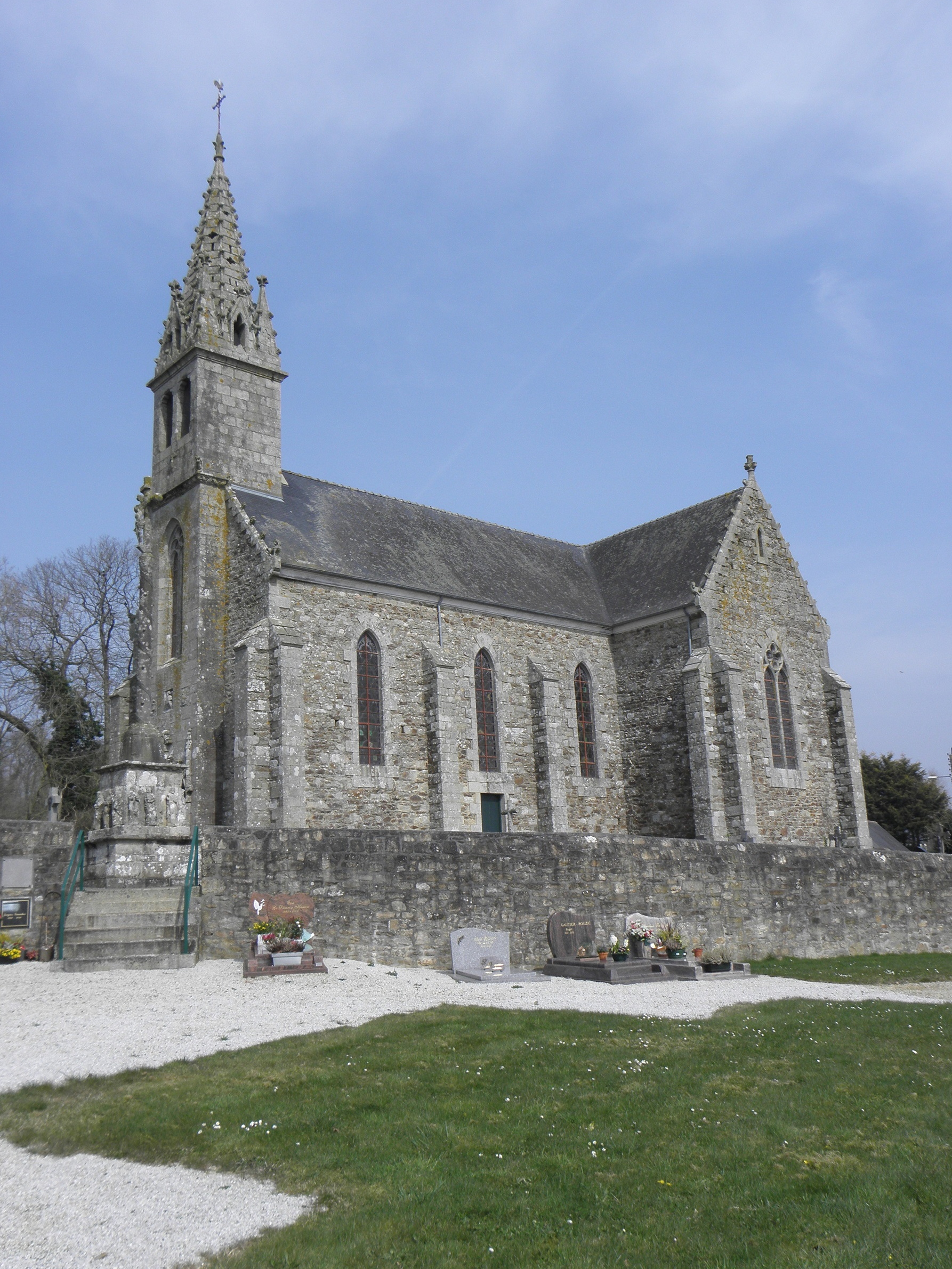
Церковь Сен-Рьон
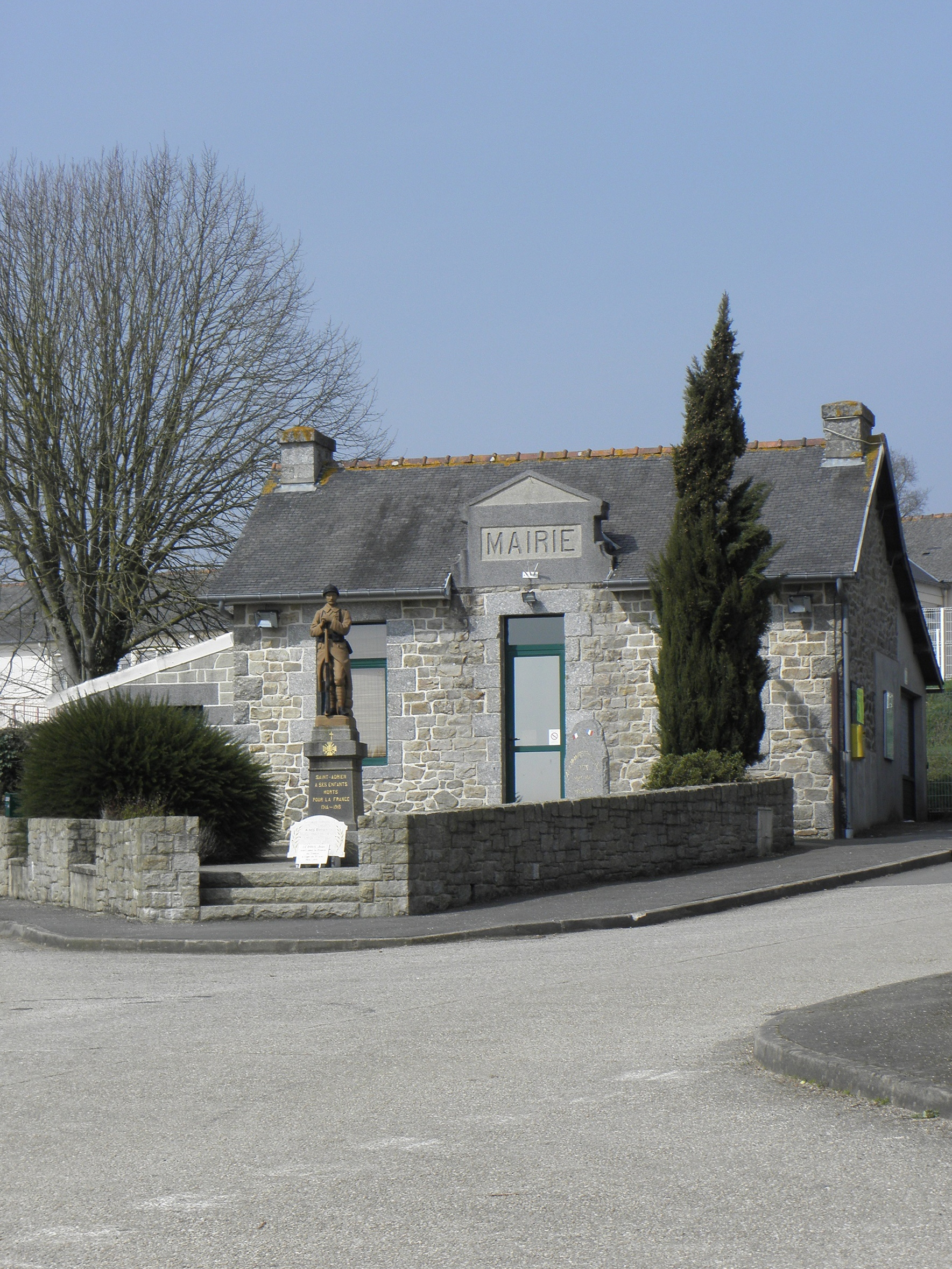
Мэрия
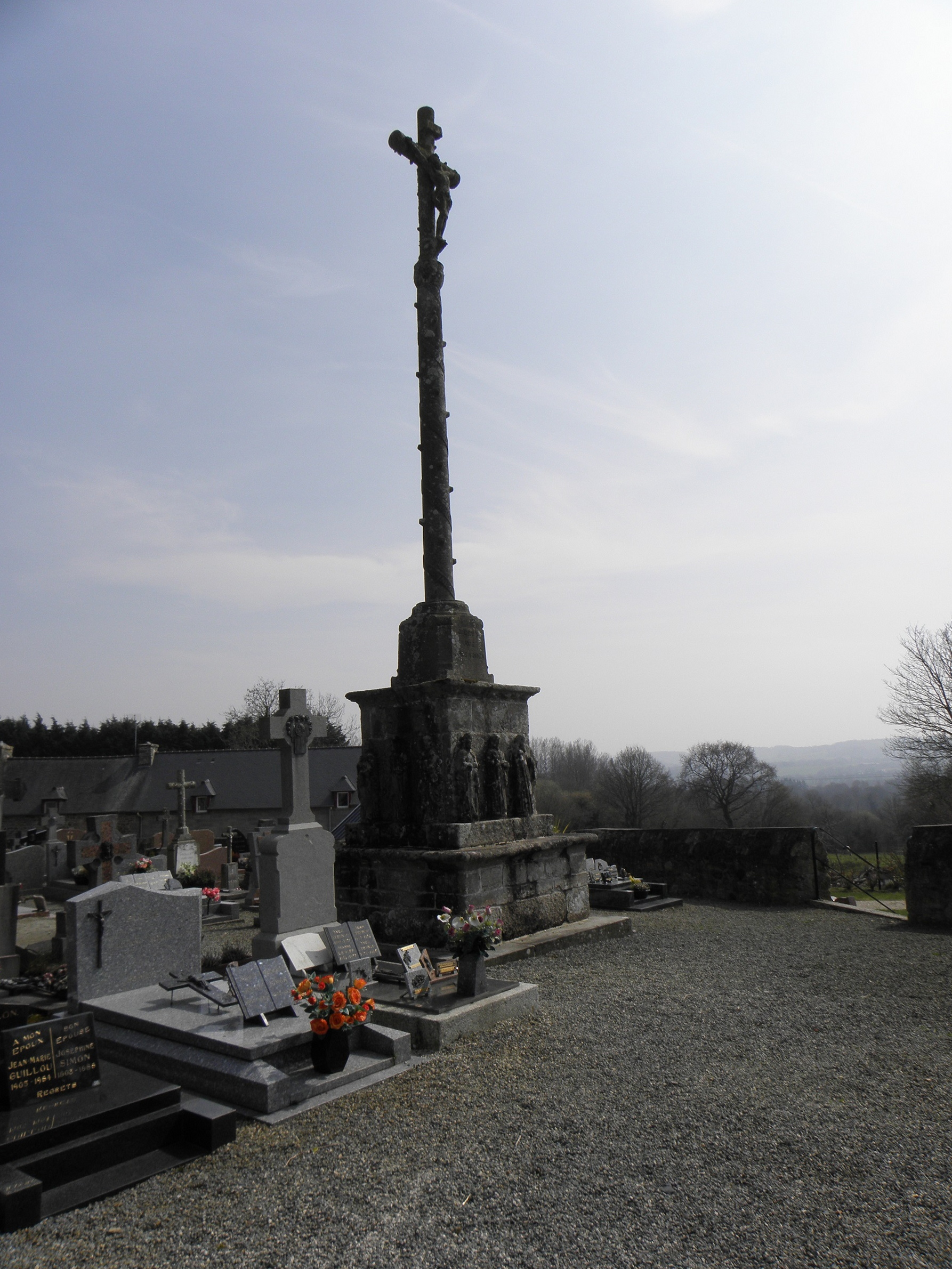
Крест на кладбище